# David di Donatello 2019
La 64a edició dels premis David di Donatello, concedits per l'Acadèmia del Cinema Italià va tenir lloc el 27 de març de 2019 a Roma. La gala fou presentada per Carlo Conti, amb presentacions fetes pel doblador Roberto Pedicini i transmesa en directe pel canal Rai 1. Les candidatures es van fer públiques el 14 de febrer.
L'edició del 2019 va introduir una sèrie de reformes a la normativa d’adjudicació. Entre les nombroses innovacions, un nou jurat i la modificació del sistema de votació, ambdós adaptats als models proposats pels principals premis internacionals; noves regles d'admissió de pel·lícules que competeixen per la concessió de premis i el naixement de David dels Espectadors.

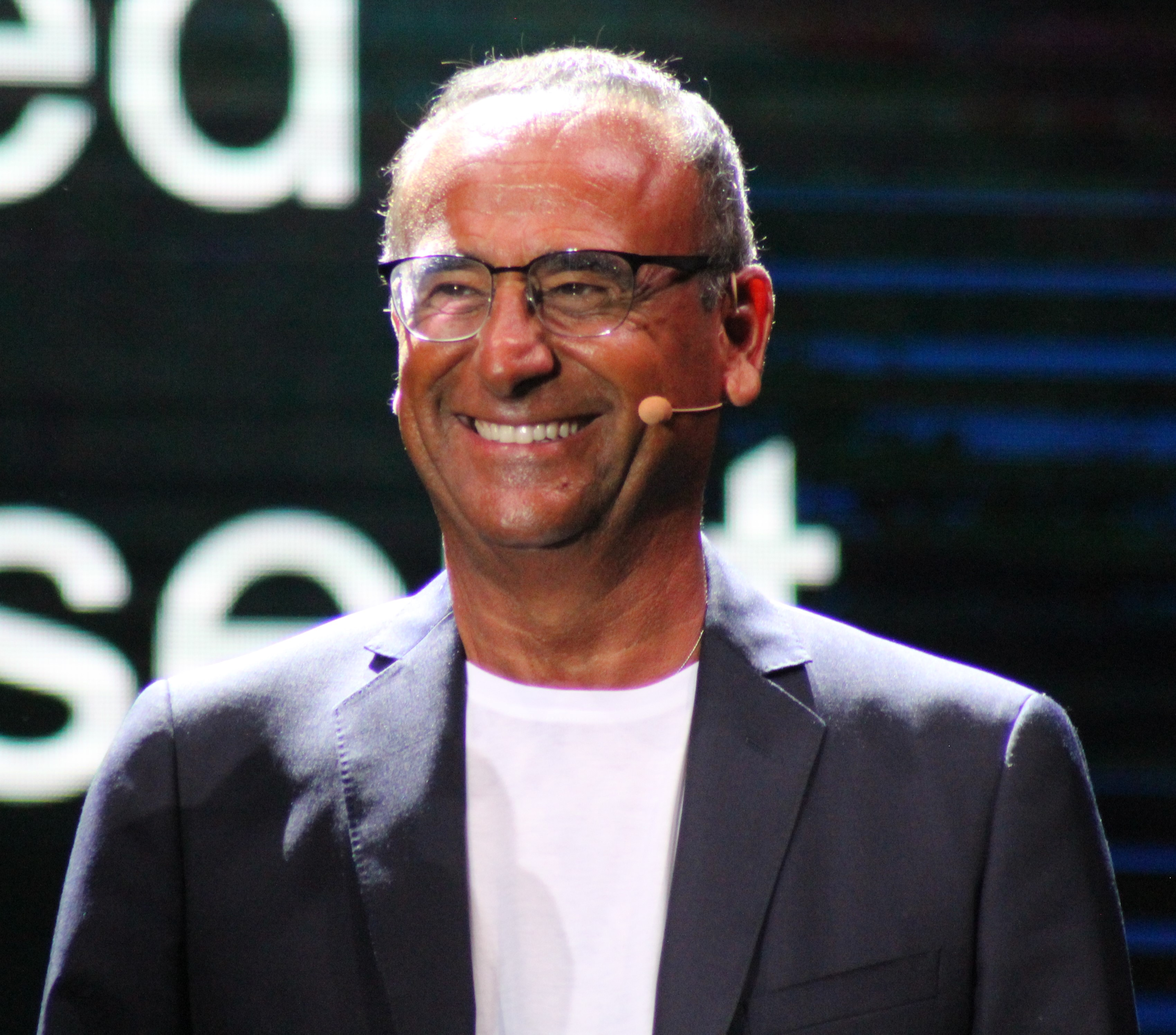
Carlo Conti presentador de la gala.

## Guanyadors

### Millor pel·lícula
- Dogman, dirigida per Matteo Garrone
- Call Me by Your Name, dirigida per Luca Guadagnino
- Euforia, dirigida per Valeria Golino
- Lazzaro felice, dirigida per Alice Rohrwacher
- Sulla mia pelle, dirigida per Alessio Cremonini

### Millor director
- Matteo Garrone - Dogman
- Mario Martone - Capri-Revolution
- Luca Guadagnino - Call Me by Your Name
- Valeria Golino - Euforia
- Alice Rohrwacher - Lazzaro felice

### Millor director novell
- Alessio Cremonini - Sulla mia pelle
- Luca Facchini - Fabrizio De André - Principe libero
- Simone Spada - Hotel Gagarin
- Fabio e Damiano D'Innocenzo - La terra dell'abbastanza
- Valerio Mastandrea - Ride

### Millor guió original
- Ugo Chiti, Massimo Gaudioso, Matteo Garrone - Dogman
- Francesca Marciano, Valia Santella, Valeria Golino - Euforia
- Fabio e Damiano D'Innocenzo - La terra dell'abbastanza
- Alice Rohrwacher - Lazzaro felice
- Alessio Cremonini, Lisa Nur Sultan - Sulla mia pelle

### Millor guió adaptat
- Luca Guadagnino, Walter Fasano, James Ivory - Call Me by Your Name
- Stephen Amidon, Francesca Archibugi, Paolo Virzì, Francesco Piccolo - The Leisure Seeker
- Stefano Mordini, Massimiliano Catoni - Il testimone invisibile
- Zerocalcare, Oscar Glioti, Valerio Mastandrea, Johnny Palomba - La profezia dell'armadillo
- Luca Miniero, Nicola Guaglianone - Sono tornato

### Millor productor
- Cinemaundici, Lucky Red - Sulla mia pelle
- Howard Rosenman, Peter Spears, Luca Guadagnino, Emilie Georges, Rodrigo Teixeira, Marco Morabito, James Ivory - Call Me by Your Name
- Archimede, Rai Cinema, Le Pacte - Dogman
- Agostino Saccà, Maria Grazia Saccà i Giuseppe Saccà per Pepito Produzioni, amb Rai Cinema - La terra dell'abbastanza
- Carlo Cresto-Dina per Tempesta con Rai Cinema in coproduzione con Amka Films Productions, Ad Vitam Production, KNM, Pola Pandora - Lazzaro felice

### Millor actriu
- Elena Sofia Ricci - Loro
- Marianna Fontana - Capri-Revolution
- Pina Turco - Il vizio della speranza
- Alba Rohrwacher - Troppa grazia
- Anna Foglietta - Un giorno all'improvviso

### Millor actor
- Alessandro Borghi - Sulla mia pelle
- Marcello Fonte - Dogman
- Riccardo Scamarcio - Euforia
- Luca Marinelli - Fabrizio De André - Principe libero
- Toni Servillo - Loro

### Millor actriu no protagonista
- Marina Confalone - Il vizio della speranza
- Donatella Finocchiaro - Capri-Revolution
- Nicoletta Braschi - Lazzaro felice
- Kasia Smutniak - Loro
- Jasmine Trinca - Sulla mia pelle

### Millor actor no protagonista
- Edoardo Pesce - Dogman
- Massimo Ghini - A casa tutti bene
- Valerio Mastandrea - Euforia
- Ennio Fantastichini - Fabrizio De André - Principe libero
- Fabrizio Bentivoglio - Loro

### Millor músic
- Apparat i Philipp Thimm - Capri-Revolution
- Nicola Piovani - A casa tutti bene
- Nicola Tescari - Euforia
- Lele Marchitelli - Loro
- Mokadelic - Sulla mia pelle

### Millor cançó original
- Mystery of Love (música i lletra de Sufjan Stevens, interpretada per Sufjan Stevens) - Call Me by Your Name
- L'invenzione di un poeta (música de Nicola Piovani, lletra d'Aisha Cerami i Nicola Piovani, interpretada per Tosca) - A casa tutti bene
- Araceae (música de Apparat i Philipp Thimm, lletra de Simon Brambell, interpretada pels Apparat) - Capri-Revolution
- 'A speranza (música i lletra d'Enzo Avitabile, interpretada per Enzo Avitabile) - Il vizio della speranza
- 'Na gelosia (música de Lele Marchitelli, lletra de Peppe Servillo, interpretada per Toni Servillo) - Loro

### Millor fotografia
- Nicolaj Brüel - Dogman
- Michele D'Attanasio - Capri-Revolution
- Sayombhu Mukdeeprom - Call Me by Your Name
- Paolo Carnera - La terra dell'abbastanza
- Hélène Louvart - Lazzaro felice

### Millor escenografia
- Dimitri Capuani - Dogman
- Giancarlo Muselli - Capri-Revolution
- Samuel Deshors - Call Me by Your Name
- Emita Frigato - Lazzaro felice
- Stefania Cella - Loro

### Millor vestuari
- Ursula Patzak - Capri-Revolution
- Giulia Piersanti - Call Me by Your Name
- Massimo Cantini Parrini - Dogman
- Loredana Buscemi - Lazzaro felice
- Carlo Poggioli - Loro

### Millor maquillatge
- Dalia Colli i Lorenzo Tamburini - Dogman
- Alessandro D'Anna - Capri-Revolution
- Fernanda Perez - Call Me by Your Name
- Maurizio Silvi - Loro
- Roberto Pastore - Sulla mia pelle

### Millor perruqueria
- Aldo Signoretti - Loro
- Gaetano Panico - Capri-Revolution
- Manolo Garcia - Call Me by Your Name
- Daniela Tartari - Dogman
- Massimo Gattabrusi - Moschettieri del re - La penultima missione

### Millor muntatge
- Marco Spoletini - Dogman
- Jacopo Quadri, Natalie Cristiani - Capri-Revolution
- Walter Fasano - Call Me by Your Name
- Giogiò Franchini - Euforia
- Chiara Vullo - Sulla mia pelle

### Millor enginyer de so
- Dogman
- Capri-Revolution
- Call Me by Your Name
- Lazzaro felice
- Loro

### Millors efectes especials digitals
- Víctor Pérez - Il ragazzo invisibile - Seconda generazione
- Sara Paesani e Rodolfo Migliari - Capri-Revolution
- Rodolfo Migliari - Dogman
- Rodolfo Migliari i Monica Galantucci - La Befana vien di notte
- Simone Coco i James Woods - Loro
- Giuseppe Squillaci - Michelangelo - Infinito

### Millor documental
- Santiago, Italia, dirigida per Nanni Moretti
- Arrivederci Saigon, dirigida per Wilma Labate
- Friedkin Uncut, dirigida per Francesco Zippel
- L'arte viva di Julian Schnabel, dirigida per Pappi Corsicato
- La strada dei Samouni, dirigida per Stefano Savona

### Millor curtmetratge
- Frontiera, dirigida per Alessandro Di Gregorio[1]
- Il nostro concerto, dirigida per Francesco Piras
- Im Bären, dirigida per Lilian Sassanelli
- Magic Alps, dirigida per Andrea Brusa i Marco Scotuzzi
- Yousef, dirigida per Mohamed Hossameldin

### Millor pel·lícula estrangera
- Roma, dirigida per Alfonso Cuarón[1]
- Bohemian Rhapsody, dirigida per Bryan Singer
- Cold War (Zimna wojna), dirigida per Paweł Pawlikowski
- Phantom Thread, dirigida per Paul Thomas Anderson
- Three Billboards Outside Ebbing, Missouri, dirigida per Martin McDonagh

### Premi David Jove
- Sulla mia pelle, dirigida per Alessio Cremonini
- Call Me by Your Name, dirigida per Luca Guadagnino
- Dogman, dirigida per Matteo Garrone
- Euforia, dirigida per Valeria Golino
- Moschettieri del re - La penultima missione, dirigida per Giovanni Veronesi

### David dels Espectadors
- A casa tutti bene, dirigida per Gabriele Muccino

### David especial
- Tim Burton – a la carrera[3]
- Dario Argento[4]
- Francesca Lo Schiavo[5]
- Uma Thurman[6]